# Prachatice
Prachatice este un oraș din Cehia.
Se află la o altitudine de 561 m deasupra nivelului mării. Are o suprafață de 38,918518 km². Populația este de 11.250 locuitori, determinată în 1 ianuarie 2024, pe criteriul de domiciliu.

## Arii protejate
Colonia de lilieci din podul bisericii (Prachatice - kostel) a fost declarată arie protejată în anul 2005.